# El Margarit
|  | Per a altres significats, vegeu «Can Margarit (Sant Esteve Sesrovires)». |

El Margarit és una masia del poble de Riells del Fai, en el terme municipal de Bigues i Riells, al Vallès Oriental. És al sud-est, a prop i al damunt de la carretera BP-1432 i a ran de la important pedrera d'extracció de graves a la qual s'accedeix des del punt quilomètric d'aquesta carretera. Adossats hi ha uns camps de conreu al costat de llevant de la masia al sud-est de la gran pedrera d'extracció de grava que causa un gran impacte negatiu en el paisatge de l'entorn. La masia és al costat meridional de la pedrera del Rieral, just al davant de la porta d'entrada a la indústria extractiva. Es tracta d'una masia gran, d'aspecte massís i de planta basilical. Conserva alguns detalls constructius antics, com la finestra renaixentista de la façana de ponent. És, almenys, del segle xvi. Està inclosa a l'Inventari del patrimoni cultural. i en el Catàleg de masies i cases rurals de Bigues i Riells.

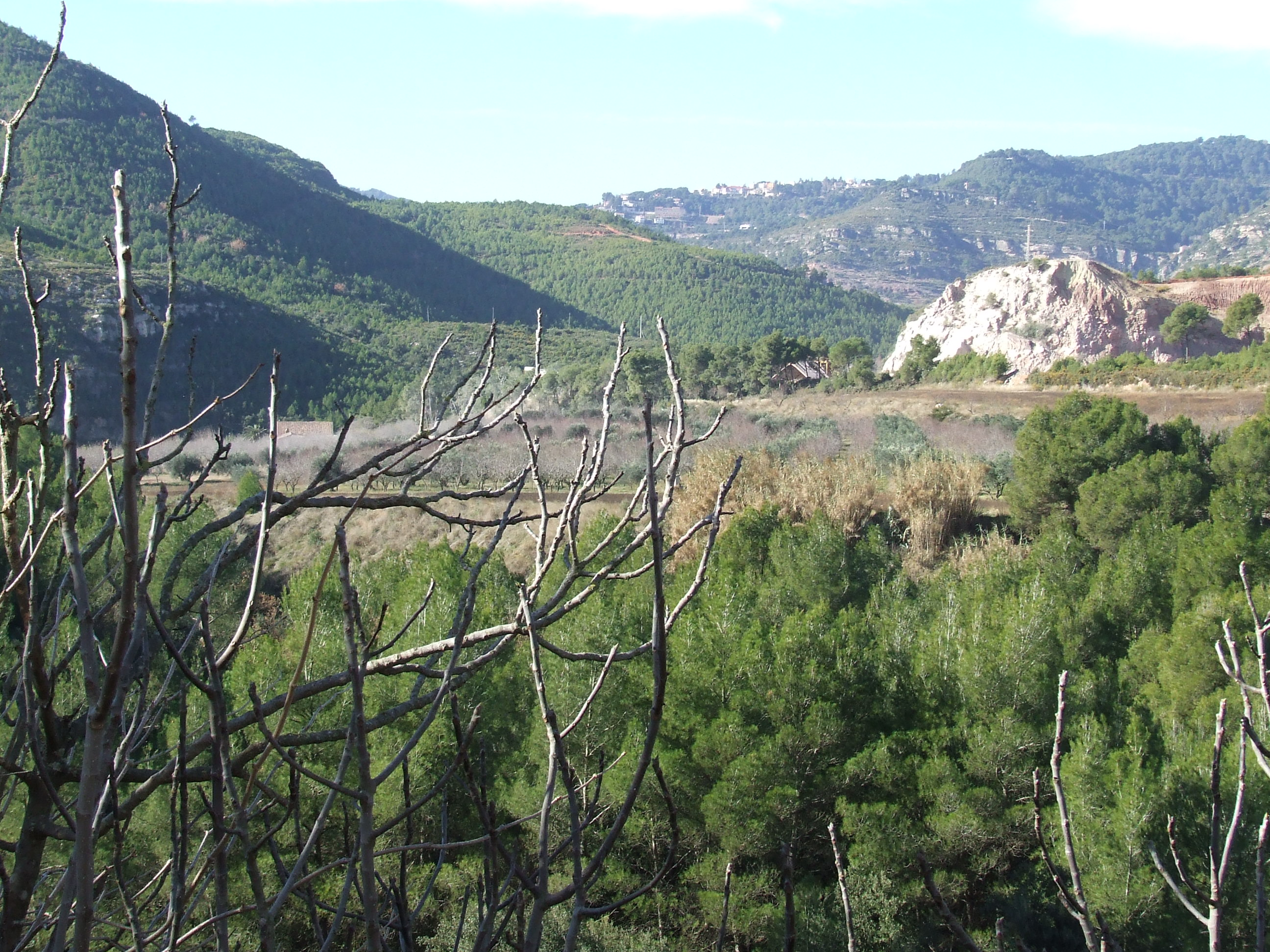
Els Camps del Margarit, des de llevant
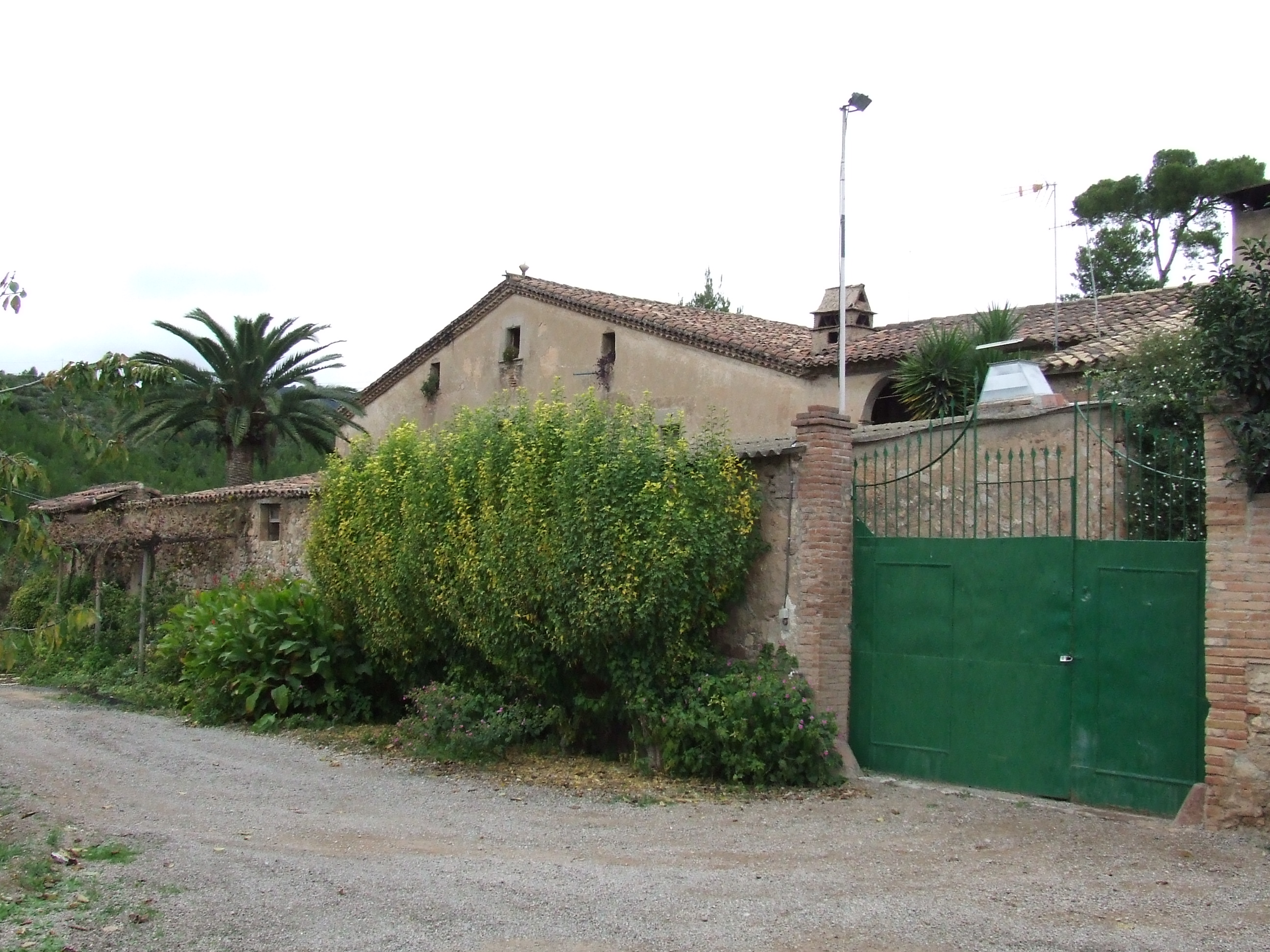
El Margarit, des del sud-est
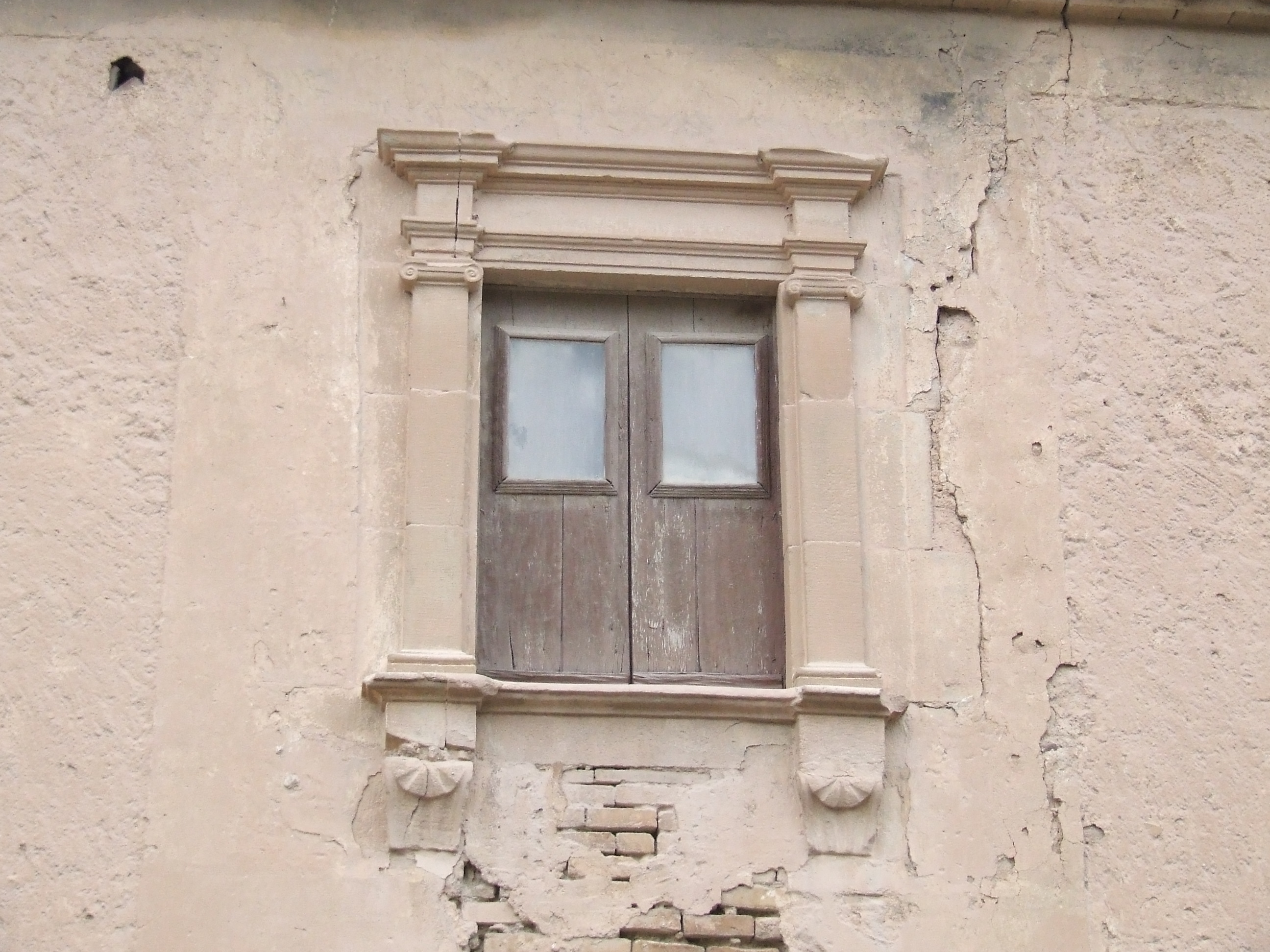
Finestra renaixentista de la masia